# Zygomaticofrontális varrat

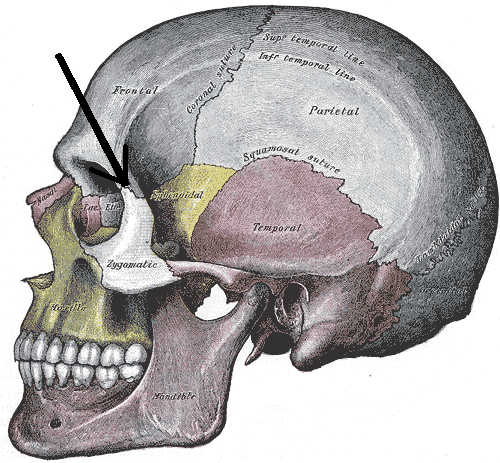
A koponya látható oldalról és a nyíl mutatja a zygomaticofrontális varratot

A zygomaticofrontális varrat vagy frontozygomatikus varrat (magyarul járomcsonti-homlokcsonti varrat, latinul sutura frontozygomatica) egy apró, mindössze 1 cm hosszúságú koponyavarrat a járomcsontok (os zygomaticum) és a homlokcsontok (os frontale) között.